# Walter Corbett
Walter "Watty" Samuel Corbett (Wellington, Shropshire, 26 de novembre de 1880 – Birmingham, 23 de novembre de 1960) va ser un futbolista anglès que va competir a començaments del segle xx. Jugà com a defensa i en el seu palmarès destaca una medalla d'or en la competició de futbol dels Jocs Olímpics de Londres de 1908.
A la selecció britànica jugà un total de 3 partits, en què no marcà cap gol. El 1908 també jugà tres partits amb la selecció anglesa.